# Plethochaetigera setiventris
Plethochaetigera setiventris là một loài ruồi trong họ Tachinidae.